# 강화길
강화길(姜禾吉, 1986년~)은 대한민국의 소설가이다. 전주 출신으로, 2012년 경향신문 신춘문예에 단편소설 〈방〉이 당선되어 작품활동을 시작했다.

## 약력
1986년 전북 전주시에서 태어났고 고등학교 때부터 글을 썼다. 전북대학교 국어국문학과에 진학했는데, 전공 수업은 창작과 관련이 없어 합평 동아리에 들어가서 활동했다. 4학년 때 소설을 쓰기로 마음먹고, 졸업 후 상경하여 한국예술종합학교 서사창작과 전문사에 입학했다. 2012년 단편소설 〈방〉이 경향신문 신춘문예에 당선되어 등단했다.
2013년 동국대학교 대학원에 진학하여, 2015년 국어국문학 박사과정을 수료했다. 2017년 장편소설 《다른 사람》으로 제22회 한겨레문학상을 수상했고, 같은 해 단편 〈호수-다른 사람〉으로 젊은작가상을 수상했다.

## 저작

### 장편소설
- 다른 사람(2017)
- 대불호텔의 유령(2021)

### 소설집
- 괜찮은 사람(2016)
- 화이트 호스(2020)

## 수상 내역
- 2017 제22회 한겨레문학상
- 2020 제11회 문학동네 젊은작가상 대상